# Operazione Sharp Guard
L'operazione Sharp Guard è stata una missione congiunta che ha visto coinvolto in Adriatico la NATO e l'Unione europea occidentale per assicurare l'applicazione delle sanzioni economiche e l'embargo delle armi decise dalle numerose risoluzioni del Consiglio di sicurezza  delle Nazioni Unite nei confronti della Jugoslavia nella zona del canale d'Otranto e nelle acque territoriali di Albania e Montenegro, oltre che il controllo dello spazio aereo della stessa zona.

## La Missione
La missione, che si è svolta in conformità alle risoluzioni 713, 757, 787, 820, [30] e 943 del Consiglio di sicurezza delle Nazioni Unite, è iniziata il 15 giugno 1993 ed ha preso il posto delle missioni Maritime Guard a guida NATO e Sharp Fence a guida UEO, che sono state così unificate sotto un'unica catena di comando.
In seguito alla risoluzione ONU 1022 del 22 novembre 1995 che sospendeva l'embargo commerciale da parte delle Nazioni Unite alla Jugoslavia, la missione è stata sospesa il 19 giugno 1996 ed è terminata ufficialmente il 2 ottobre successivo.
All'operazione hanno preso parte unità navali della STANAVFORLANT e della STANAVFORMED della NATO e della WEUCONMARFOR la Forza navale marittima dell'Unione europea occidentale, velivoli da pattugliamento ognitempo Breguet Atlantic, P-3 Orion e Nimrod di base a Decimomannu e Sigonella e aerei AWACS E-3 Sentry, utilizzati anche per la contemporanea operazione Deny Flight, in stato di preallarme nelle basi di Gelsenkirchen in Germania, di Aviano e Trapani in Italia e di Waddington nel Regno Unito.  Alla missione hanno preso parte ventidue unità militari navali di 14 marine militari: Belgio, Canada, Danimarca, Francia, Germania, Grecia, Italia, Paesi Bassi, Norvegia, Portogallo, Spagna, Turchia, Regno Unito, e Stati Uniti
Nel corso dell'operazione sono state interrogate 74 192 navi, controllate 5 951 navi e altre 1 480 navi dirottate in porti italiani per ulteriori verifiche e controlli.

## La partecipazione italiana
L'Italia ha partecipato alla missione con unità navali della Marina Militare e con l'Aeronautica Militare che ha messo a disposizione i velivoli da pattugliamento ognitempo Breguet Br 1150 Atlantic del 86º Gruppo Antisommergibili ed otto Panavia Tornado che effettuano 230 uscite e 267 ore di volo a supporto delle Unità Navali in Adriatico. Alla missione in mare hanno partecipato alternandosi fregate classe Lupo e Maestrale, corvette classe Minerva e altre unità navali di squadra. In dettaglio hanno preso parte all'operazione le seguenti unità navali:
- Euro
- Fenice
- Vittorio Veneto
- Scirocco
- Sfinge
- Giuseppe Garibaldi
- Espero
- Danaide
- Grecale
- Alpino
- Audace
- Minerva
- Orsa
- Aliseo
- Zeffiro
- Lupo
- Chimera
- Libeccio
- Sagittario
- Sibilla
- Perseo

Dal 1º gennaio 1994 le navi hanno alternato periodi diversi in mare e soste in vari porti del Mediterraneo.

## Operazione Decisive Enhancement
L'operazione "Decisive Enhancement" si è svolta tra il 2 dicembre 1995 e il 19 giugno 1996, contemporaneamente a "Sharp Guard" con i partecipante che avevano il compito di osservatori dei corridoi d'accesso ai porti croati e della bonifica dalle acque dalle mine
L'Italia ha partecipato alla missione con i cacciamine della Classe Gaeta Numana e Crotone e con i velivoli da pattugliamento Breguet Atlantic e le unità navali che erano impegnate nella Missione Sharp Guard che sono state impiegate per il controllo del traffico mercantile e supporto ai trasporti via mare di uomini e mezzi del dispositivo NATO-IFOR.